# Boško Janković
Boško Janković (serbisch-kyrillisch Бошко Јанковић; * 1. März 1984 in Belgrad, SFR Jugoslawien) ist ein ehemaliger serbischer Fußballspieler. Der Mittelfeldspieler spielte unter anderem für Hellas Verona in der Serie A und ist ehemaliger Nationalspieler Serbiens.

## Karriere
Seine fußballerische Laufbahn begann Boško Janković beim FK Jedinstvo Ub, wo auch andere Nationalspieler Serbiens wie Dušan Basta oder Aleksandar Luković ihre Karriere anfingen. Nach guten Leistungen wechselte er mit 16 Jahren in die Jugend von Roter Stern Belgrad. Gleichzeitig lief er auch 1999 für die U-16-Nationalmannschaft Jugoslawiens auf und wurde Kapitän der Mannschaft. Nachdem er bei einem U-16-Turnier der Nationalmannschaften in Ráckeve, Ungarn bester Torschütze und zum besten Spieler des Turniers gewählt wurde, wurden Scouts von Arsenal London, Ajax Amsterdam und Sporting Lissabon auf ihn aufmerksam. Janković sagte jedoch, dass er weiterhin für Roter Stern Belgrad spielen will und auf den Sprung in die erste Mannschaft hofft.
2003 unterschrieb Boško Janković einen Fünfjahresvertrag für die erste Mannschaft von Roter Stern Belgrad. 2004 schaffte er mit Serbien und Montenegro bei der U-21-Europameisterschaft in Deutschland den Einzug ins Finale, wo man Italien mit 0:3 unterlag. Bei der U-21-EM 2006 in Portugal scheiterte man im Halbfinale knapp gegen die Ukraine (5:4 n. E.).
Janković wechselte im August 2006 für die Summe von drei Millionen Euro von Roter Stern Belgrad zum RCD Mallorca. Sein erster Treffer für die A-Nationalmannschaft Serbiens gelang ihm am 28. März 2007 im EM-Qualifikationsspiel gegen Portugal. Er erzielte den Ausgleich zum 1:1-Endstand. Der Serbe galt in der Saison 2006/07 mit neun Treffern als der torgefährlichste Spieler von Mallorca. Zur Saison 2007/08 wechselte Boško Janković für acht Millionen Euro zur US Palermo nach Italien. Nach nur einem Jahr bei Palermo wurde Janković an CFC Genua verliehen, der im Anschluss an die Leihe sein Recht auf eine Kaufoption zog.
In der Saison 2009/10 absolvierte Janković nur drei Ligapartien für Genua, da er aufgrund mehrerer Verletzungen fast die komplette Spielzeit ausfiel. Im März 2010 zog er sich kurz nach seinem Comeback erneut eine Verletzung zu, die ihn voraussichtlich die Teilnahme an der Endrunde der Weltmeisterschaft 2010 kosten wird.